# Bokal
Bokal je stara mjera za tekućinu koja se koristila u Hrvatskom primorju i pribiližno je jednaka 1,5 litara. U nekim krajevima postojale su varijacije: 
- riječki bokal = 1,53 l
- Obrovac 1,425 l
- Drniš, Knin, Korčula 1,532 l
- Brač 1,78 l

Manja mjera od bokala bila je kvarčun:  1 bokal = 2 kvarčuna.

## Vanjske poveznice

### Ostali projekti
|  | Zajednički poslužitelj ima još gradiva o temi Bokali |
|  | Wječnik ima rječničku natuknicu bokal                |